# Julio Roque Pérez
Julio Roque Pérez (Mendoza, Argentina; 21 de febrero de 1940 - 12 de mayo de 2020) más conocido como "Loco Julio", durante mucho tiempo asistió a cada uno de los partidos, del equipo de sus amores, por su trayectoria y pasión, fue un reconocido hincha del club Godoy Cruz de Mendoza.

## Biografía
Nació en 1940 en el distrito de Ingeniero Giagnoni, del departamento de Junín. Desde muy joven el "Loco" sentía la necesidad de vivir solo, pues fue la muerte de su abuelo fue lo que le impulsó a tomar esta decisión. A los 12 años se mudó al departamento de Godoy Cruz, donde conoció a su club favorito. En sus primeros años en el departamento Julio vivió en la calle, cerca del barrio bancario. 
A los 15 años de edad ganó la Lotería de San Juan y, como era analfabeto, la policía lo acompañó a buscar el premio de Mendoza a San Juan. El dinero fue donado en su totalidad al club ayudando a la construcción del estadio Feliciano Gambarte. "Las luces de la cancha son mías; eso lo hicieron con la plata que yo gané" dijo en una entrevista al diario, Los Andes.
Julio y sus amigos iban a trabajar como recolectores de basura, allí era donde conseguían cosas para vender y comer, hasta que un amigo murió aplastado por la compactadora del camión de la basura. Después de ese accidente, el "Loco" se mudó al barrio Soberanía de Maipú, con la familia de una mujer que, en un primer momento, Julio pensó que era su hermana, pero tiempo después se enteró de que no los unía ningún parentesco.
En 1963, el Loco consiguió un empleo en la municipalidad de Godoy Cruz, donde trabajó hasta su jubilación a los 60 años.
En 1964, Godoy Cruz enfrentó al Santos de Pelé. Le sacaron una tarjeta roja a un jugador de Godoy Cruz: "Me metí a la cancha y le pegué al árbitro Coresa. Por eso Coresa no quiere venir más a dirigir acá” dijo el Loco. Tuvo problemas legales, lo que le costó al Tomba una sanción de tres fechas sin poder jugar en su estadio.
El Loco no siempre volvió sano: “En San Juan, hace muchos años, la policía nos bajó de los micros, a mi me partieron la cabeza de un palazo”. Pero esto nunca lo amedrentó a abandonar al Tomba. “No sé, he viajado por todos lados. Fui a Corrientes en micro cuando ascendimos en el 94 al Nacional B, también fui a Ben Hur cuando salimos campeones”. “¡Ah!, (se acuerda de repente) también fui a Chile en la Copa Libertadores, los chilenos nos rompieron todos los micros a piedrazos”, dice mientras ríe.
El 1 de junio del año 2016, Godoy Cruz inauguró una estatua como homenaje al loco.

## Fallecimiento
El Loco Julio falleció el 12 de mayo de 2020, a los 79 años por una insuficiencia pulmonar. Los restos de Julio fueron despedidos por hinchas del Tomba un miércoles, mientras eran trasladados en un coche fúnebre por la ciudad, iniciativa que promovía el propio club en Twitter. La justicia local intervino debido al incumplimiento de las normas de la cuarentena.
El recorrido empezó cerca de las 14 y una hora después pasó por la puerta de la sede social de Godoy Cruz, donde cientos de hinchas se reunieron para darle el último adiós al Loco Julio. El destino final fue el cementerio municipal de Godoy Cruz.